# Manden der skød Liberty Valance
Manden der skød Liberty Valence (originaltitel The Man Who Shot Liberty Valence) er en western fra 1962 med James Stewart, John Wayne og Lee Marvin i hovedrollerne. Filmen er instrueret af John Ford.

## Handlingen
Filmen starter med forberedelsen af en begravelse. En amerikansk senator og hans kone er kommet tilbage til den lille by Shinbone i Arizona. En journalist spørger senatoren, hvorfor han er kommet for at begrave en tilsyneladende hr. Ingenting. Senatoren forklarer, og filmen fortsætter som flashback.
Ransom Stoddard (spillet af James Stewart) er en sagfører, der tror på lov og orden, men som nægter at bære våben. Hans lidt anstrengte venskab med Tom Doniphon (spillet af John Wayne) resulterer i, at de begge nærer usædvanligt stor respekt for hinanden. Tom Doniphon er en revolvermand, der mener, at der ikke findes nogen lov og orden, og at man har brug for en revolver på de egne.
Da den lovløse Liberty Valance (spillet af Lee Marvin) kommer til byen, er han uregerlig, laver ballade overalt og er frygtet af folkene i området. Han bringer hele tiden Stoddard i forlegenhed foran Hallie, den kvinde som både Stoddard og Doniphon er forelsket i. Valance er kun bange for én mand, nemlig Tom Doniphon. I en scene spænder Valance ben for Stoddard i en restaurant og får ham til at tabe den ret, han bærer på. Tom springer op og siger til Valance, at det var hans middag og giver Valance besked på at samle den op. Valance overvejer at trække revolveren mod Doniphon, men dennes stålsatte blik får Valance til at bakke ud.
Det forholder sig dog anderledes med Stoddard; Valance provokerer ham konstant, og Stoddard finder ud af, at han kun kan ordne sagerne med vold – han udfordres til en duel. Stoddard kan overhovedet ikke håndtere en revolver og har således ikke en chance mod Valance. Med et tilsyneladende mirakuløst skud dræber han dog Valance. Stoddard kan slet ikke fatte det, men han bliver med det samme den store helt. Imidlertid afslører Doniphon over for Stoddard, at det var ham, der skød Valance med en riffel fra en gyde. Han var overbevist om, at Valance ville dræbe Stoddard, og Doniphon ville forhindre, at den kvinde, han elsker, blev ulykkelig over Stoddards død. Stoddard fortsætter dog med at lade som om, det var ham, der dræbte Valance.
Stoddard bliver kendt som "manden, der skød Liberty Valance" og nyder politisk godt af dette ry. Mens han opbygger sin politiske karriere og er med til at civilisere det vilde vesten, kæmper han med denne hemmelighed. Tom Doniphon fortsætter med sit beskedne liv og afslører aldrig, at Stoddard er en svindler. Det gør han af hensyn til den kvinde, han elsker, og som har giftet sig med Stoddard efter kampen. Adskillige år senere dør Doniphon. Stoddard har fortalt historien til den lokale avisredaktør, som nægter at trykke den. Han mener, at når en legende bliver til kendsgerninger, skal man trykke legenden. Filmen ender med, at den nu aldrende senator Stoddard og Hallie vender tilbage til Washington, melankolske over den løgn, som har givet dem et lykkeligt liv. Om bord på toget beder Stoddard konduktøren om ild til sin pibe. Konduktøren giver ham ild og siger, at intet er for godt til manden, der skød Liberty Valance. Da konduktøren er gået, slukker Stoddard piben af skyldfølelse.

## Medvirkende
- John Wayne
- James Stewart
- Vera Miles
- Lee Marvin
- Edmond O'Brien
- Andy Devine
- Ken Murray
- John Carradine